# Maximilien Robespierre
Maximilien François Marie Isidore de Robespierre (6. května 1758 Arras – 28. července 1794 Paříž) byl francouzský advokát a politik. Je jedním z nejznámějších a nejkontroverznějších aktérů  Velké francouzské revoluce. Jako poslanec a významný jakobín prosazoval princip suverenity lidu a rovná občanská a politická práva bez ohledu na stavovský původ, bohatství, vyznání či rasu. Jako člen Konventu a Výboru pro veřejné blaho měl podíl na represivních opatřeních spojených s radikální fází revoluce a občanskou válkou. Pro jedny představuje obhájce ideálu demokratického a sociálního státu, pro jiné zůstává především ztělesněním revolučního teroru.

## Život

### Raná léta
Byl synem významného právníka Maximiliena Barthélémy Françoise de Robespierra, a jeho manželky Jacqueline Marguerite Carraultové, dcery sládka. Jeho přímí předkové v mužské linii byli notáři v Carvinu, vesničce poblíž Arrasu, již od počátku 17. století. Maximilien byl nejstarší ze čtyř dětí, měl mladšího bratra Augustina (1763–1794), a dvě sestry. Když mu bylo šest let, jeho matka zemřela při porodu, otec poté opustil rodinu, a až do své smrti (roku 1777) pobýval v zahraničí. Děti zanechal v péči příbuzných z matčiny strany.
Mladý Robespierre navštěvoval od svých osmi let školu v Arrasu, později studoval práva na Lycée Louis-le-Grand v Paříži. Zde se, mj., seznámil s osvícenskými myšlenkami J.-J. Rousseaua a přijal je za své.

### Kariéra v Arrasu
Po ukončení studií v roce 1781 se stal úspěšným právníkem v rodném Arrasu. Při své práci často zastupoval chudé, což mu přineslo oblibu. Roku 1782 jej biskup Louis-Hilaire de Conzié jmenoval trestním soudcem, Robespierre se ale funkce brzy vzdal, aby nemusel vynášet rozsudky smrti. Dále vedl svou advokátní praxi a v roce 1783 se při úspěšné soudní obhajobě muže, který byl místními autoritami donucen odstranit ze svého domu hromosvod, proslavil jako obhájce osvíceneckého pokroku. Věnoval se rovněž spisovatelské činnosti a od roku 1783 byl členem akademie v Arrasu, v níž se setkal mimo jiné s budoucími revolučními politiky Lazarem Carnotem a Josephem Fouché. V rámci akademie přednesl mimo jiné texty usilující o zrovnoprávnění nemanželských dětí nebo o právo žen vstupovat do akademií a čtenářských společností. Již před svoláním generálních stavů (1789) byl výraznou lokální osobností se stále odtažitějším vztahem k místní právnické elitě a církevní hierarchii.

### Poslanec Národního shromáždění
Roku 1789 byl, teprve třicetiletý, Robespierre zvolen poslancem generálních stavů – za „třetí stav“ v provincii Artois. Pařížští hejskové si vybrali Robespierra za terč svých posměšků. Všechno jim bylo směšné na tomto poslanci za město Arras – staromódní olivově zelený frak, maloměstské chování, nadneseně bombastický sloh předem připravených projevů. Brzy si však mezi Pařížany získal úctu a pozornost.
Na sněmu generálních stavů ve Versailles se podílel na úsilí zástupců třetího stavu (jichž bylo dvakrát víc než zástupců za první a druhý stav, tj. duchovenstva a šlechty) hlasovat po jednotlivcích a nikoli po stavech, účastnil se přísahy v míčovně a vzniku Národního shromáždění. Připojil se zde k „Bretaňskému klubu“, ze kterého po přesunu do Paříže vznikl známý jakobínský klub. V něm se z počátku setkávali poslanci od politického středu (Mirabeau, Lafayette) po radikální levici (Pétion, Grégoire či sám Robespierre).

#### Radikální obhájce práv člověka a občana
Robespierre se stal jedním z nejvýraznějších kritiků rozporů mezi přísliby Deklarace práv člověka a občana (1789) a politickou realitou. Kritizoval represivní zásahy proti občanům bouřícím se kvůli nedostatku chleba a zejména zavedení stanného práva v Paříži na podzim 1789. Zasazoval se o zrovnoprávnění protestantů a židů, které bylo v Národním shromáždění prosazeno v prosinci 1789. Spolu s Pétionem se ve shromáždění postavil proti návrhu na částečné znovuzavedení censurních opatření, ať už by se týkala radikálních nebo naopak konzervativních a kontrarevolučních listů.
V době tvorby ústavy (přijaté 1791) patřil mezi nejvýraznější kritiky rozdělení občanů na „aktivní“ a „pasivní.“ Zatímco základní občanská práva se měla podle navrhované ústavy vztahovat na všechny občany, politická práva (právo volit, podávat petice či se stát členem Národní gardy) příslušela jen „aktivním“ občanům splňujícím příslušný volební cenzus (vyloučena tak byla přibližně třetina dospělých mužů). Tím se zařadil k menšině zastánců všeobecného (mužského) volebního práva, které se ovšem nepodařilo při tvorbě ústavy prosadit. Stejně neúspěšně se pokoušel prosadit zrušení trestu smrti, který označil za barbarský a zbytečný pro ochranu společnosti.  Přestože byl tento návrh zamítnut, přijalo shromáždění zákon, který měl výkon trestu smrti výrazně humanizovat – omezil možné případy jeho použití a bolestivé a stavovsky nerovné formy trestu smrti nahradil stětím gilotinou.
Spolu s Grégoirem a několika dalšími levicovými poslanci se pokoušel prosadit zrušení otroctví a rovná občanská a politická práva pro svobodné nebělošské obyvatelstvo („libres de couleur“) ve francouzských koloniích. Přitom se střetli i s některými konzervativními jakobíny (Barnave, Lameth), kteří považovali zrušení otroctví za nebezpečné pro francouzskou ekonomiku. Jediným Robespierrovým úspěchem v tomto směru bylo nakonec odstranění výslovného schvalování otroctví z navrhovaného textu ústavy, která tak ponechávala otevřenou možnost jeho pozdějšího zrušení. Po přijetí ústavy navrhl v květnu 1791, aby členové shromáždění projevili občanskou ctnost a zabránili koncentraci moci ve stejných rukou tím, že nikdo z nich nebude kandidovat v blížících se volbách do Zákonodárného shromáždění, které je mělo nahradit a ústavu aplikovat.

#### Krize po útěku do Varennes

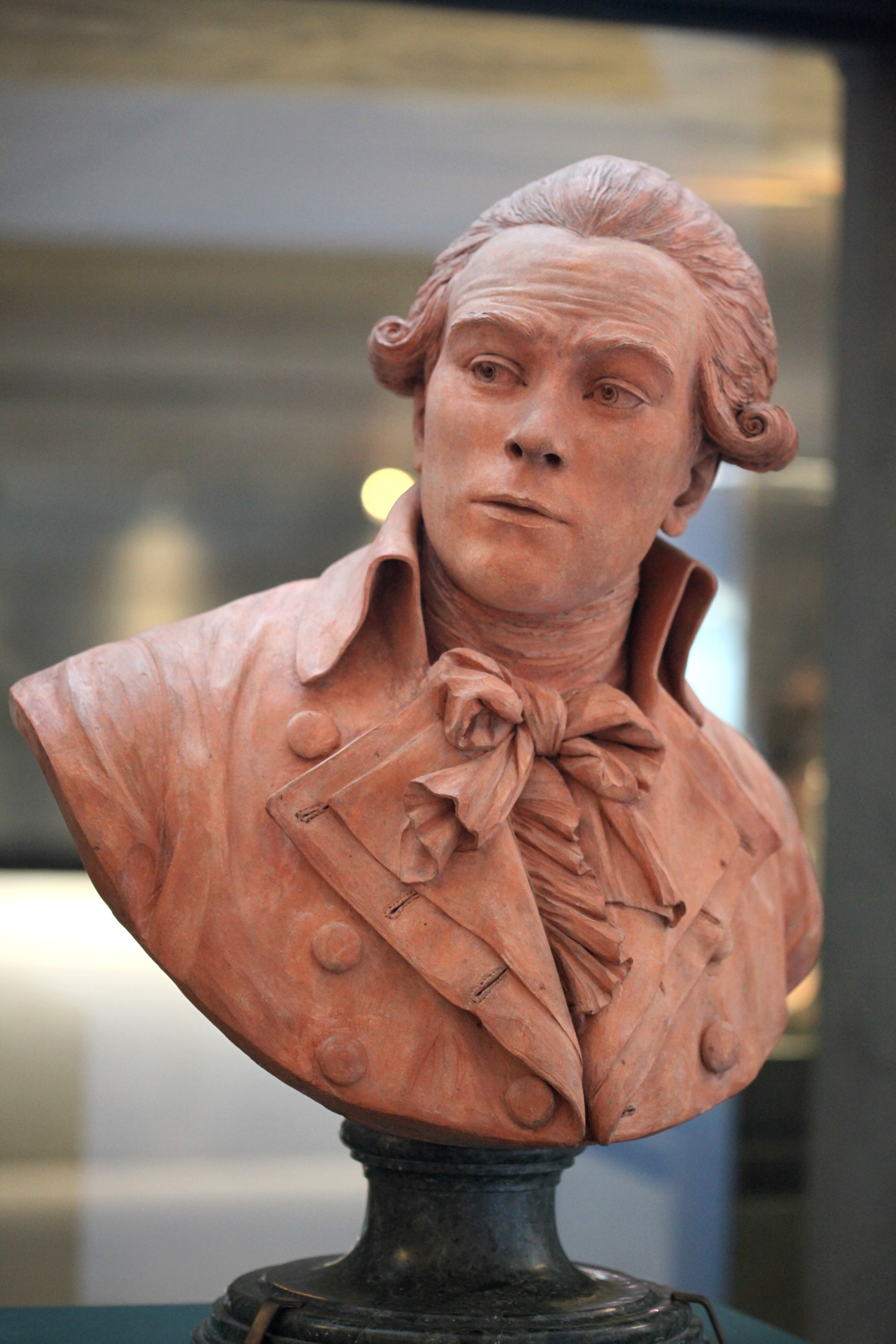
Robespierrova busta, 1791 (Muzeum francouzské revoluce).

V červnu došlo k zásadní proměně politické situace po nezdařilém útěku královské rodiny do Rakouska, jejím zadržení ve Varennes a návratu do Paříže. Zatímco většina Národního shromáždění přijala prohlášení, že král byl „unesen“ nepřáteli revoluce, Robespierre žádal, aby byl Ludvík XVI. souzen a sesazen. Nežádal však zatím konec monarchie jako takové a v návaznosti na Montesquieua neviděl nutně rozpor mezi republikou a konstituční monarchií, v níž by byl král symbolickou postavou bez faktické vládní moci. Obával se totiž vzestupu nové despocie pod vedením silného prezidenta či vojevůdce (zejména s ohledem na vliv a popularitu markýze de La Fayette).  Jakkoli Robespierre ani jakobínský klub nakonec nepodpořil demonstraci za republiku svolanou 17. července 1791 na Champ-de-Mars klubem kordeliérů, jednoznačně se vymezil proti masakru demonstrujících vojáky národní gardy pod přímým velením markýze de La Fayette na pokyn pařížského starosty Baillyho.
V Paříži bylo tehdy opět zavedeno stanné právo a došlo k rozsáhlému zatýkání. Sám Robespierre byl nucen ukrýt se v domě truhláře Duplaye na Rue Saint-Honoré a k veřejnému politickému působení se mohl vrátit až na začátku srpna. V pokoji v horním patře Duplayova domu však zůstal žít jako nájemce až do konce života. Jednak zde byl výrazně blíž jakobínskému klubu než ve svém původním podnájmu na okraji Paříže a také se spřátelil se členy rodiny, vesměs přesvědčenými podporovateli revoluce i jeho vlastní politiky. Nejbližší vztah navázal s Duplayovou nejstarší dcerou Éléonore, se kterou se chtěl podle svědectví rodinných přátel po revoluci oženit.
Nedlouho po masakru na Champ-de-Mars musel řešit krizi jakobínského klubu, který opustili jeho konzervativněji orientovaní členové pod vedením „triumvirátu“ Lameth, Barnave a Duport, aby založili samostatný klub feuillantů. Konsolidace jakobínského klubu v Paříži i v jeho regionálních odnožích s sebou přinesla výrazný posun doleva pod vedením dosluhujících poslanců Robespierra, Pétiona a Grégoira i nových stoupajících hvězd revoluční politiky Jacquese Pierra Brissota či George Dantona. Zákonodárné shromáždění vzešlé z nových voleb bylo výrazně radikálnější než jeho předchůdci a právě Brissot se stal jedním z jeho nejvlivnějších poslanců.

### Novinář a politik v době Zákonodárného shromáždění

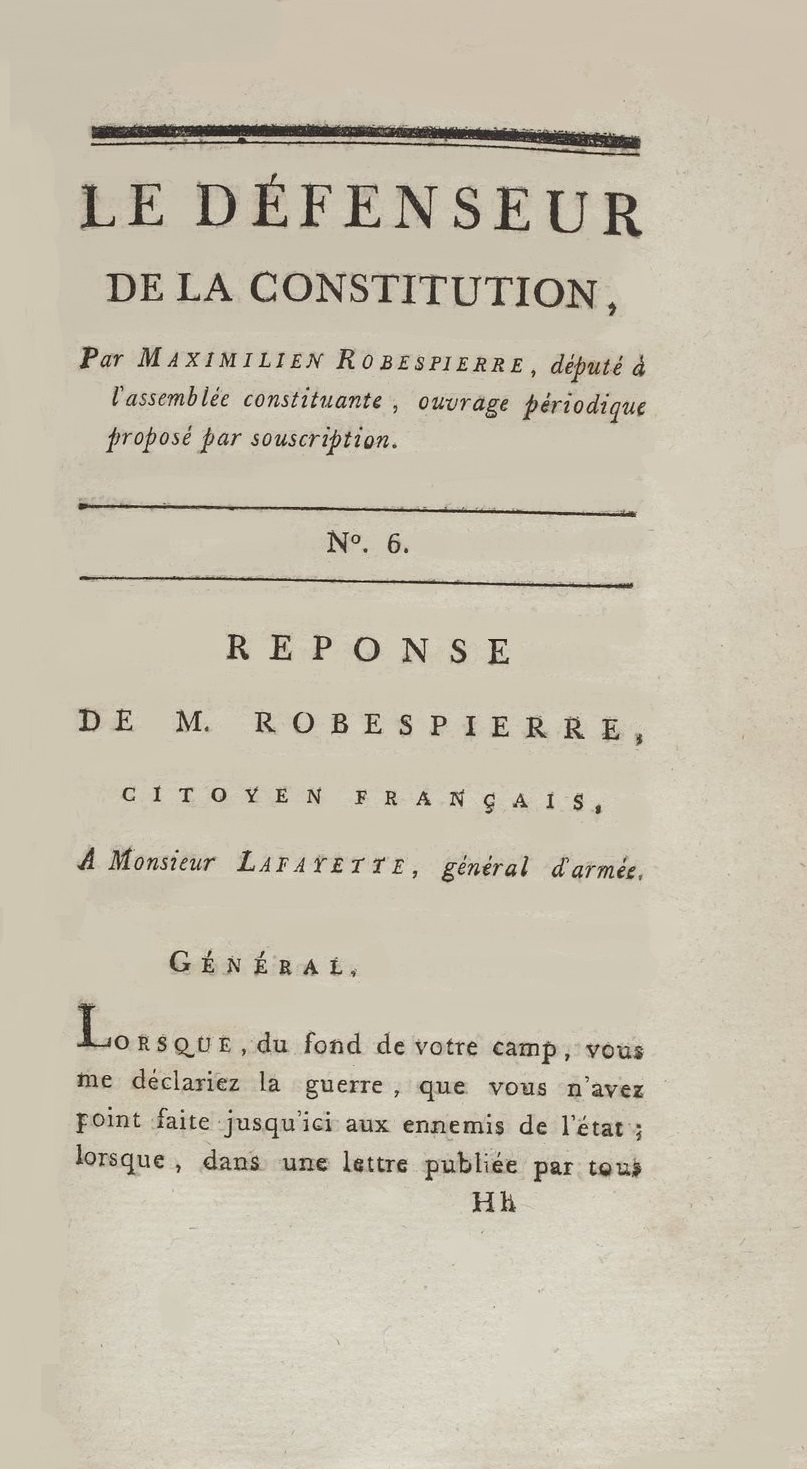
Úvodní strana Robespierrova Obhájce ústavy (1792)

Robespierre odjel po skončení svého mandátu na čas zpět do Arrasu, ale po konfrontaci se zdejším konzervativním prostředím se rozhodl vrátit do Paříže. Zde se opět spojil se svým přítelem Pétionem, který mezitím porazil Lafayetta v komunálních volbách a stal se starostou Paříže. Sám Robespierre se nadále angažoval v klubu jakobínů a psal noviny nazvané Obhájce ústavy (Le Défenseur de la Constitution). Kritizoval zostřená opatření namířená proti konzervativním kněžím prosazovaná Brissotem a jeho spojenci, protože podle něj zasahovala do náboženské svobody a znevažovala revoluci v očích upřímných katolíků. 

#### Rozchod s Brissotem a girondisty
Důrazně se postavil proti návrhům na vyhlášení války Rakousku a Prusku na jaře 1792. Vyhlášení války mělo přitom širokou politickou podporu – od královské rodiny, která si od ní slibovala zásah Rakouska a porážku revoluce, přes generála Lafayetta, který si chtěl na válečném poli znovu vydobýt slávu, po Brissota, který chtěl válku využít k potlačení vnitřních i vnějších nepřátel revoluce a rozšíření revolučních ideálů do zahraničí. Sám Robespierre nebyl pacifista a obrannou válku považoval za legitimní. Snahu šířit válečným tažením ideály revoluce však považoval za absurdní, protože „nikdo nemá rád ozbrojené misionáře.“ Francie navíc podle něj nebyla na válku dostatečně připravena a byla oslabena možností zrady ze strany krále a konzervativních ministrů. Válka by navíc i v případě úspěchu mohla vést k omezení svobody a demokracie a vzniku vojenské diktatury pod vedením charismatického vojevůdce po vzoru Julia Caesara. 
Robespierrova kritika války způsobila rozkol mezi ním a Brissotovými podporovateli (včetně dřívějšího přítele Pétiona), později nazývaných girondisté či brissotisté, a dočasně ho připravila o popularitu a vliv v jakobínském klubu. Znovu začal získávat podporu až po vyhlášení války a jejích prvních neúspěších. V klubu se ho zastal advokát George Danton či novináři Jean Paul Marat a Camille Desmoulins. Ohrožení blížícími se armádami Rakouska a Pruska nakonec vedlo k další radikalizaci politické situace a k definitivnímu svržení krále při lidovém povstání 10. srpna 1792. Robespierre se ve zostřené situaci rozloučil s ideou konstituční monarchie a podpořil srpnové povstání. Během něj byl zvolen členem nové pařížské komuny (městské rady), neboť ta původní byla odstraněna spolu s králem. Zákonodárné shromáždění pak 21. srpna vyhlásilo republiku a volby do nového shromáždění (Národního konventu) na základě všeobecného (mužského) volebního práva.

### Poslanec Národního konventu

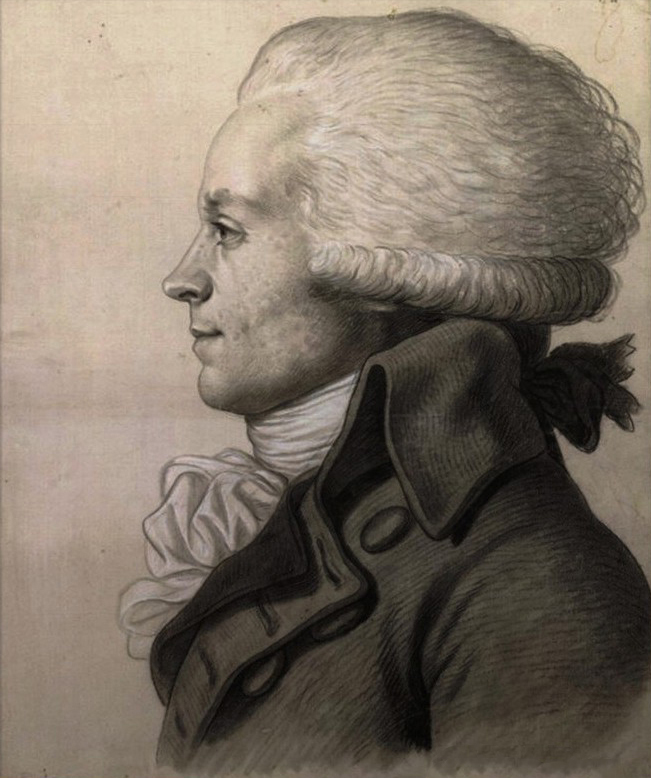
Robespierrův portrét z roku 1792

Ve volbách, které proběhly 2. září 1792, porazil Robespierre starostu Pétiona a stal se tak prvním poslancem za Paříž. Spolu s ním zde byl zvolen poslancem jeden z klíčových iniciátorů srpnového povstání a čerstvý ministr spravedlnosti George Danton či novináři Camille Desmoulins a Jean Paul Marat. V Konventu se poté stali klíčovými představiteli levice známé pod názvem Hora (la Montagne), která stála v opozici vůči pravici, reprezentované girondisty (též brissotisty). Méně politicky vyhranění poslanci, kteří tvořili v Konventu většinu, byli obvykle označováni jako Pláň (la Plaine) či Bažina (le Marais).
S postupem rakouských a pruských vojsk směrem k Paříži narůstala ve městě panika. Ta nakonec vyústila ve vniknutí pařížského lidu do věznic a hromadné zabíjení vězňů, u nichž vznikla obava, že by se mohli postavit na stranu útočících vojsk. Podstatná část z přibližně 1200 obětí zářijových masakrů byli přitom pachateli běžných zločinů, nikoli politickými odpůrci revoluce. Proti masakrům nezasáhl ani girodistický starosta Pétion či ministr vnitra Rolland, ani montagnardský ministr spravedlnosti Danton. Dobrovolníci rekrutovaní během zářijových masakrů v Paříži významně přispěli k překvapivé porážce zahraničních vojsk v bitvě u Valmy, což se pro mnohé stalo ospravedlněním zářijových událostí.
Po vzniku Konventu se však vlivní girondističtí poslanci od zářijových masakrů distancovali a z jejich podnícení obvinili především Dantona, Marata a Robespierra. Ty označili za triumvirát osnující spiknutí proti republice a založení diktatury. Poslanec Louvet žádal v Konventu Robespierrovo vyhoštění z republiky. Ten odpověděl projevem, v němž označil masakry za politováníhodné, hájil však pařížský lid vedený panikou a pochopitelným hněvem. Slovními útoky na pařížský lid a jeho chování v kritické situaci podle něj girondisté znevažovali i srpnové svržení monarchie a snažili se tak mít "revoluci bez revoluce". Projev se dočkal nadšeného přijetí zejména ze strany přihlížejících občanů Paříže a Konvent už se k tématu nadále nevracel.
Novým polem střetu mezi girondisty a Horou se stal proces Ludvíka XVI. Robespierre vystoupil v prosinci s projevem, ve kterém připomněl svůj odpor proti trestu smrti, odsouzení krále však označil za výjimečný případ, v němž nejde o individuální potrestání Ludvíka, ale o jediný možný prostředek k ochraně společnosti. Po skočení procesu se celý Konvent jednoznačně vyslovil pro Ludvíkovu vinu, ale zatímco girondističtí poslanci žádali, aby zůstal pouze uvězněn, hlasovali poslanci Hory (včetně Robespierra) a s nimi i většina Konventu pro trest smrti.

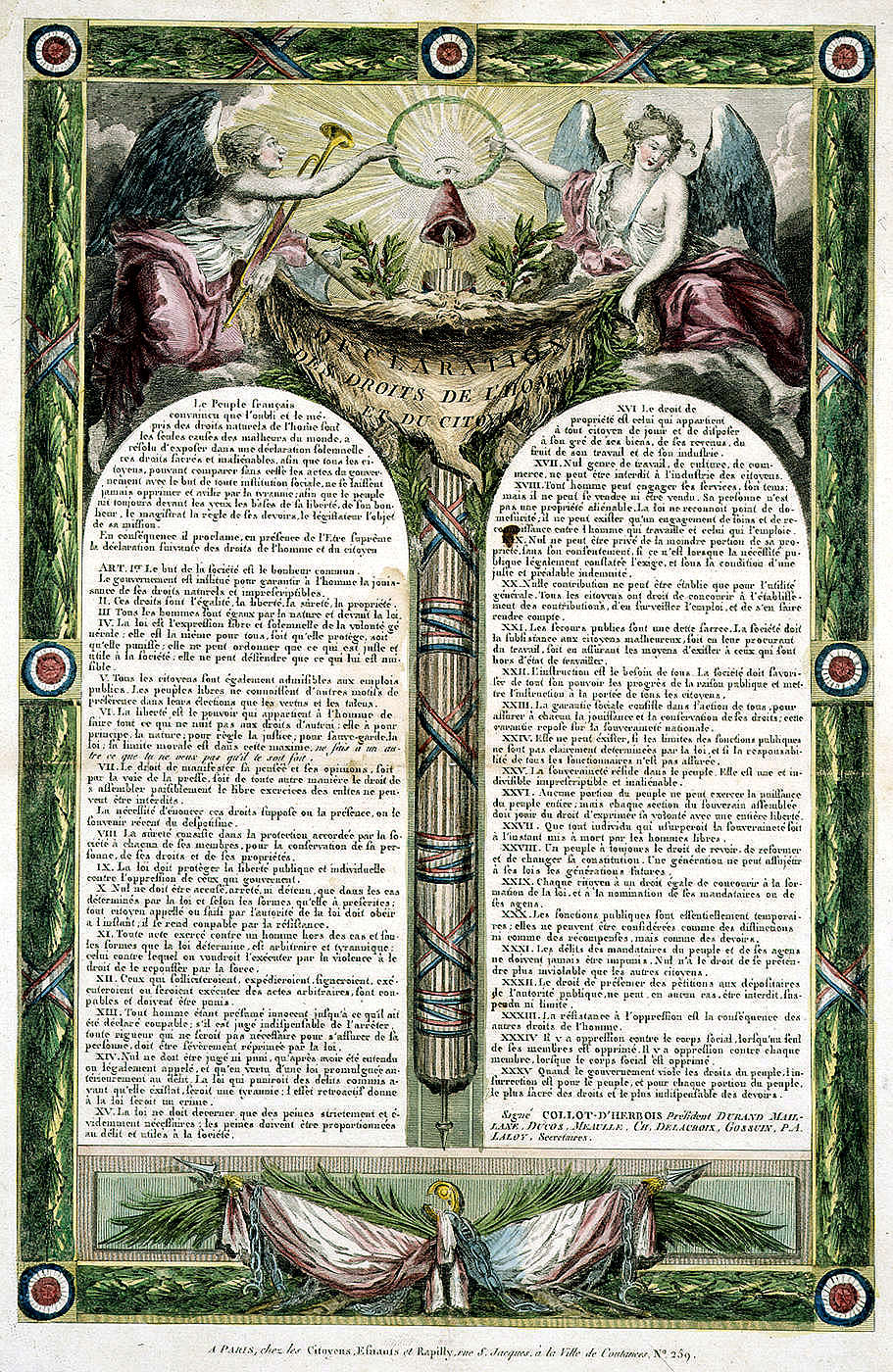
Deklarace práv člověka a občana z roku 1793

Robespierre se v Konventu podílel na přípravě nové ústavy, která především zakotvovala republikánské státní zřízení a všeobecné (mužské) volební právo. Tato ústava byla doprovázena novou Deklarací práv člověka a občana (1793), která oproti své předchůdkyni z roku 1789 kladla větší důraz na rovnost a obsahovala i některá sociální práva (právo na vzdělání, na práci či na sociální podporu). Robespierre byl přesto kritický vůči ničím neomezenému právu na majetek a svobodný trh obsaženému v této deklaraci. Jakkoli soukromý majetek uznával, prohlásil, že i ten musí být omezen svobodou druhého a právem na existenci. Právo na svobodu vylučuje feudální panství nebo otroctví jako formu vlastnictví. Právo na existenci dovoluje rozumný zisk z prodeje, ale nedává nikomu právo „schraňovat hromady obilí, když vedle něj jeho bližní umírá hlady.“  Robespierrovy návrhy na ohraničení práva na vlastnictví v ústavě, mimo jiné zavedením progresivního zdanění, nebyly Konventem přijaty.

#### Pád girondistů
Právě návrhy na regulaci obchodu se základními potravinami a zavedení sociální podpory získávaly poslancům Hory podporu pařížského lidu, sužovaného v důsledku války a ekonomické krize nedostatkem a rostoucími cenami základních potravin. Jejich hněv se obracel proti girondistům prosazujícím ochranu volného trhu. Požadavky pařížských radikálních klubů a mluvčích tzv. enragés („zběsilých“) se navíc obvykle nezastavovaly u návrhů ekonomických regulací představovaných Robespierrem či Dantonem, ale žádali radikální redistribuci majetku. Zároveň se od začátku roku 1793 zhoršovala vojenská situace, což dovedlo Konvent k vyhlášení mobilizace 300 000 mužů z celé Francie. Ta napomohla spolu se zásahy proti konzervativním duchovním (odmítajícím reformy zavedené Občanskou ústavou duchovenstva) a zprávou o popravě krále k podnícení povstání v tradicionalističtějších regionech na západě země – zejména ve Vendée. Zdejší venkované vedení místním duchovenstvem a šlechtou se označili za „katolickou a královskou armádu“ (Armée catholique et royale) a vyhlásili boj republice a jejím místním zastáncům (shromážděným obvykle ve větších městech).
Girondistická většina v Konventu na tato rizika reagovala prosazením dekretů zakazujících pod trestem smrti prosazování redistribuce zemědělské půdy, nepovolené nošení zbraní a používání roajalistických symbolů (zejména bílé kokardy). Mířily tak proti konzervativcům i extrémní levici. Ve spolupráci s Horou zastupovanou Georgem Dantonem pak založili revoluční tribunál, který měl soudit spiknutí a zločiny proti revoluci. Konvent navíc nařídil vytvoření autonomních Výborů pro dozor (Comités de suriveillance) na komunální úrovni. Právě tyto výbory, volené a vedené místními občany, prováděly do budoucna většinu represivních opatření proti reálným i domnělým nepřátelům revoluce.

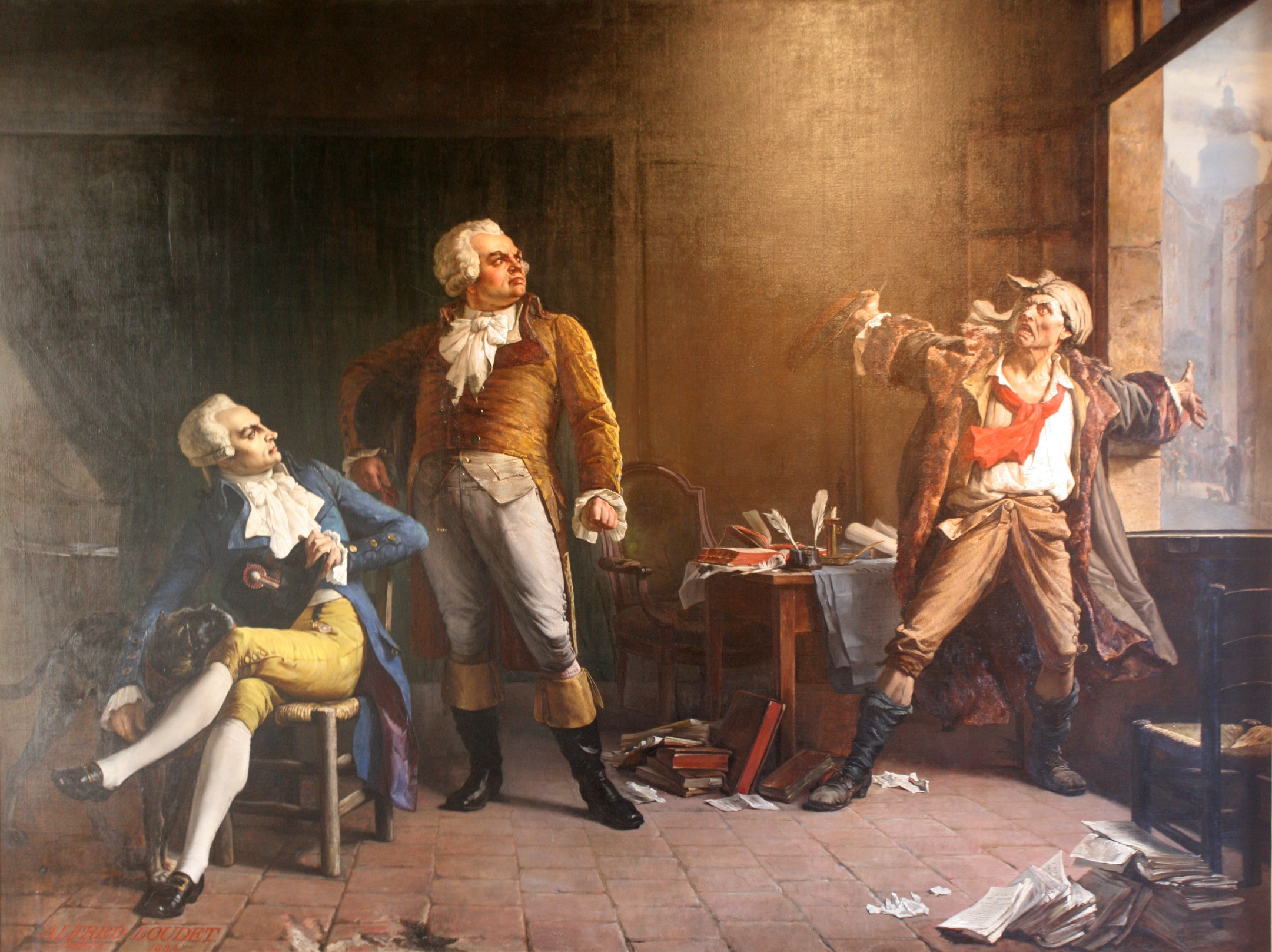
Robespierre, Danton a Marat (Alfred Loudet, 1882)

Situace girondistů se zhoršila poté, co se jim blízký generál Dumouriez pokusil o převrat a nakonec přešel s částí armády a důstojnického sboru k Rakušanům. Jimi organizovaný Výbor pro obranu byl v Konventu zastíněn nově vzniklým Výborem pro veřejné blaho, v němž hráli klíčovou roli montagnardi Danton a Barère. Zatímco při procesu s Ludvíkem XVI. vyjádřil Robespierre naději, že půjde o poslední rozsudek smrti vynesený ve Francii, nyní v reakci na vývoj událostí a zejména Dumouriezovu zradu podpořil opatření proti odpůrcům revoluce. Konflikt girondistů s Pařížskou komunou a místními sansculoty podporovanými Horou se vyhrotil po zatčení a neúspěšném pokusu o odsouzení Jeana-Paula Marata revolučním tribunálem. Ozbrojený pařížský lid nakonec oblehl Konvent a žádal vyloučení girondistů. Robespierre tento zásah podpořil, ale zasadil se o to, aby se týkal jen 31 nejaktivnějších girondistů (Brissota, Pétiona či Vergniauda) a nikoli všech, kteří hlasovali proti smrti krále. Tento návrh byl podpořen většinou poslanců Hory i Pláně a vyloučení poslanci měli oficiálně nařízeno domácí vězení. Dalších 73 girondistických poslanců na protest opustilo shromáždění.

#### Vstup do Výboru pro veřejné blaho
Vyloučení nejvýznamnějších girondistů z Konventu, některými označované za státní převrat, se setkalo s odporem v departementech, v nichž byli zvoleni, a které se už delší dobu obracely proti radikalizující se Paříži. Nyní za podpory girondistických politiků uprchlých z Paříže vyhlásily válku Konventu. Ten tak ztratil faktickou kontrolu na podstatnou částí Francie ovládanou buď „federalistickými“ povstalci podporujícími girondisty (Lyon, Marseille, Toulon, Bordeaux), roajalisty (Vendée, Bretaň), nebo zahraničními armádami. Za těchto okolností byl Robespierre, který se do té doby vyhýbal vládním postům, zvolen jedním z dvanácti členů Výboru pro veřejné blaho. Ten spolu s několika dalšími významnými sněmovními výbory (zejména Výborem pro veřejnou bezpečnost) fakticky suploval exekutivní složku vlády, většina jeho významnějších rozhodnutí a jím navržené zákony však musely být schváleny celým Konventem. Jeho klíčovým úkolem bylo nyní zajistit vítězství ve válce se zahraničními mocnostmi i domácími povstalci a umožnit stabilizaci vzniklé republiky.
Robespierre se v létě 1793 podílel na přípravě významných ekonomických reforem od regulace cen základních potravin po zrušení starých feudálních dávek bez jakýchkoli kompenzací (šlechtická privilegia byla zrušena již srpnovými dekrety v létě 1789, jejich panství však byla nadále pokládána za jejich majetek a bývalí poddaní jim byli nuceni platit „odškodné“ za užívanou půdu). Zkonfiskovaný majetek emigrantů (obvykle šlechtická půda) byl rozdělen na malé úseky a nabízen za nízké ceny, aby si ho mohli koupit i chudší venkované a šlechtické velkostatky tak byly nahrazeny malými vlastníky. Robespierre se také podílel na přípravě školské reformy, která měla zajistit státem zřizované a bezplatné základní školství spojené s povinnou školní docházkou. Paradoxně zde navazoval i na některé své girondistické kolegy, reformu se však nepodařilo včas uvést v platnost a po Robespierrově popravě byla Direktoriem zamítnuta.

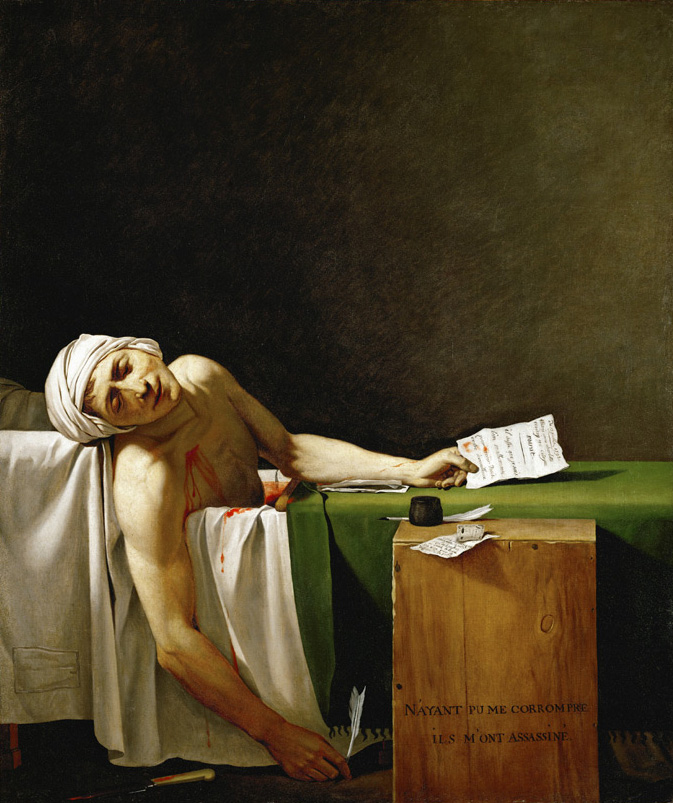
Maratova smrt (Jacques-Louis David, 1793) prezentuje Marata jako ideálního mučedníka

Zavražděním novináře Jeana-Paula Marata sympatizantkou girondistů Charlotte Corday započala pravděpodobně nejradikálnější fáze revoluce živená obavami ze „spiklenců a zrádců“ a výjimečným stavem způsobeným probíhající válkou. Ta si vyžádala novou mobilizaci (levée en masse) a bylo jí zdůvodněno i odložení plného zavedení nové ústavy, mezitím schválené v referendu. Pařížský lid nyní požadoval po Konventu potrestání všech zrádců. Konvent reagoval jednak symbolickými gesty od ničení symbolů monarchie – přejmenovávání ulic a institucí, nahrazování soch králů sochami filosofů a „mučedníků svobody“ (včetně Marata) – po zavedení nového revolučního kalendáře.
Konvent také legalizoval a zároveň se pokusil dostat pod svoji kontrolu násilně zásahy proti „nepřátelům revoluce“ vydáním Zákona o podezřelých (Loi de suspects), který oživil aktivitu revolučního tribunálu. Na jeho základě byli souzeni jak představitelé starého režimu (Marie Antoinetta či milenka Ludvíka XV. Madame du Barry), tak politici rané fáze revoluce (poslanec Barnave či starosta Bailly popravený symbolicky v místě masakru na Champs de Mars). Revolučním tribunálem byli odsouzeni i někteří girondističtí poslanci (Brissot, Vergniaud, Rabaut Saint-Etienne) a sympatizanti (salonierka Madame Rolland či dramatička Olympe de Gouges), kterým se nepodařilo uniknout z Paříže. Robespierre tato represivní opatření schvaloval jako nutná pro ochranu republiky a jako člen Výboru pro veřejné blaho měl podíl na jejich přípravě, zároveň se však snažil vymezit jejich hranice. Opakovaně se zastal 73 poslanců, kteří protestovali proti vyloučení svých girondistických kolegů, a zabránil tak jejich postavení před revoluční tribunál. Zastával se i zbývajících členů královské rodiny (zejména sestry Ludvíka XVI.), které na rozdíl od popraveného krále považoval za neškodné, a přimlouval se za jejich odeslání do exilu.
Represe proti roajalistům a konzervativnějším revolucionářům byla zároveň doprovázena snahou uklidnit pařížské radikály (zejména enragés). Část z nich byla uspokojena zavedením tvrdých opatření proti spekulantům se základními potravinami i těm, kdo by je chtěli prodávat nad maximální povolenou cenu. Kluby, které označovali tato opatření za nedostačující a požadovaly zesílení násilných represí, byly uzavřeny a někteří jejich čelní představitelé jako „rudý kněz“ Jacque Roux či předsedkyně Společnosti revolučních a republikánských žen Claire Lacombe byli zatčeni. Významná část radikálních sanculotů byla vyzvána k narukování do armády potlačující protirevoluční povstání.

#### Střet s Hébértem a kritika dechristianizace

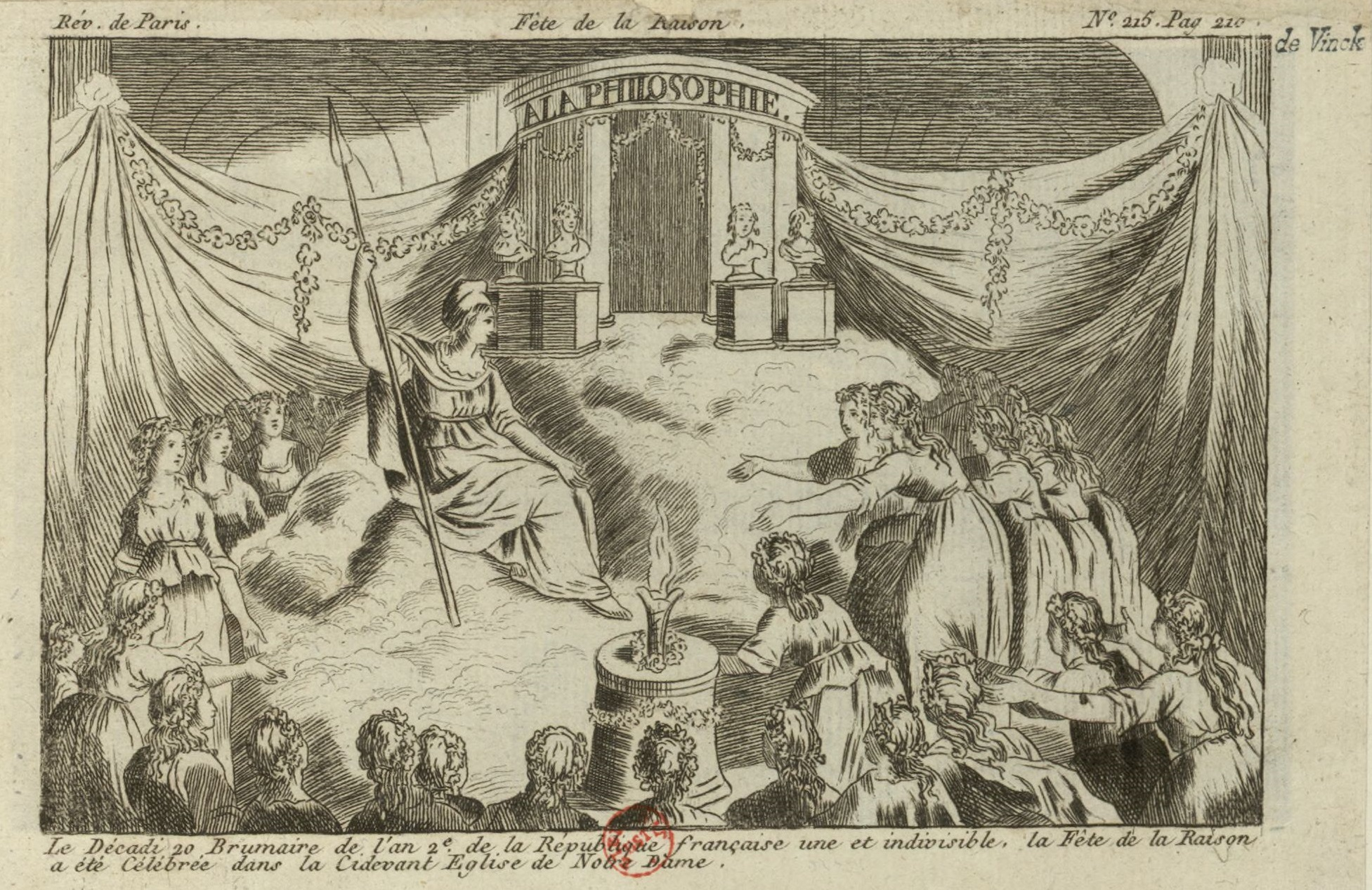
Slavnost Rozumu v katedrále Notre-Dame v listopadu 1793

I po potlačení nejradikálnější enragés zůstávalo napětí mezi Konventem a výrazně radikálnějšími politiky pařížské komuny shromážděnými okolo Jacquese-Réného Héberta, člena klubu kordeliérů a autora listu Le Père Duchesne (Otec Duchesne). Své spojence měli i ve Výboru pro veřejné blaho, zejména v osobě Collota d'Herbois a Billauda-Varenna. Hébertisté prosazovali zesílení represí a tzv. politiku dechristianizace („odkřesťanštění“), v rámci níž mělo být křesťanství a zejména katolicismus odstraněny z veřejného prostoru. Součástí této politiky bylo plenění a uzavírání kostelů, tlak na kněze, aby se vzdali svého úřadu a prosazování tzv. kultu Rozumu.
Robespierre, který už dříve kritizoval snahu zrušit státní platy katolických duchovních či represivní proticírkevní zákony, nyní vystoupil s kritikou Héberta a dechristianizace v Konventu i v jakobínském klubu. Útoky proti duchovním, kteří sami nevyzývají k odporu proti revoluci, označil za porušení principu svobody vyznání a politickou chybu, která by směřovala k odcizení mezi revolucí a převážně katolickým lidem. Přiznal, že byl sám od univerzity „docela špatným katolíkem“, ale víru v Boha a nesmrtelnost duše (ne nutně v katolické podobě) považoval za základ morálních hodnot republiky a posilu utlačovaných. Ateismus naopak označil za filosofii podporovanou aristokraty a boháči. Krom toho kritizoval i Hébertův tlak na zesílení represí. V Konventu pak prosadil dekret, který potvrzoval svobodu vyznání a rušil proticírkevní zásahy místních autorit (zejména nařízení pařížské komuny o uzavření kostelů.) Ve stejné době prohlásil Konvent vládu za „revoluční až do míru“ a rozšířil pravomoci Výboru pro veřejné blaho.
Robespierre byl v útoku proti hébertistům podpořen nejen částí kolegů z Výboru pro veřejné blaho, ale i Dantonem a Desmoulinsem. Ti byli nedávno vyloučeni z klubu kordeliérů pro nesouhlas s jeho radikalizací a Desmoulins založil nové noviny pod názvem Starý kordeliér (Le Vieux Cordelieur). Robespierre nadšeně podpořil vydání jeho prvních čísel a Dantona i Desmoulainsa opakovaně hájil v jakobínském klubu před obviněními ze zrady revoluce. Ve stejné době do Paříže začaly pronikat zprávy o násilných excesech reprezentantů revolučních armád v rámci občanské války, zejména ve Vendée. Robespierre v Konventu úspěšně prosadil odvolání zdejšího reprezentanta Carriera (proslulého hromadnými popravami v Nantes), nikoli však jeho trestní stíhání. Krom toho přišel s návrhem komise, která měla prošetřit, zda byla zatčení podle Zákona o podezřelých prováděna spravedlivě. Reagoval tak na prosby manželek uvězněných a na Desmoulainsovo volání po „komisi milosti“ (ovšem v omezené podobě).

#### Konec hébértistů a dantonistů
Robespierre se však postupně začal rozcházet i s Dantonem a Desmoulinsem, které do té doby ve Výboru chránil. To lze částečně odůvodnit korupčními skandály, které se vynořily okolo Dantona a jeho sekretáře Fabre d'Eglantine, který se obohatil na likvidaci Východoindické společnosti. Na této korupční aféře se podíleli i někteří hébértisté, které Fabre, aby unikl podezření, udal Robespierrovi s tím, že jde o součást rozsáhlého spiknutí placeného zahraničními mocnostmi. Desmoulins zároveň přitvrdil ve své kritice revoluční vlády, kterou už nevztahoval jen na hébértisty, ale na i represivní zákony a činnost výborů. Volání dantonistů po propouštění vězňů, včetně Fabre d'Eglantine, Robespierra pobouřilo a mimo jiné přimělo stáhnout návrh na komisi k prošetření zatýkání.
Robespierre se v posledním roce svého života potýkal se zhoršujícími se zdravotními problémy, které byly příčinou jeho opakované nepřítomnosti na jednáních Výboru pro veřejné blaho a v Konventu. Proto nebyl přítomen ani 4. února 1794, kdy Konvent definitivně zrušil otroctví v koloniích, jakkoli jeho zrušení sám dlouhodobě podporoval. Několik dní na to se do Konventu vrátil s projevem O principech politické morálky, v němž představil teorii revoluční vlády a vymezil se proti „ultrarevolucionářům“ (hébértisté) a „umírněným“ (dantonisté). Cílem „revoluční vlády“ je založit a upevnit demokratickou republiku a vyhrát válku „svobody proti tyranii.“ Základem demokratické vlády v časech míru je ctnost, za revoluce se však musí demokratická vláda opírat jak o ctnost, tak o hrůzu. Hrůza musí být korigována ctností, protože jinak je smrtící. Ctnost musí být bráněna hrůzou, protože jinak je bezmocná. Hébértisté a dantonisté, kteří tyto principy popírají, tak podle něj tlačí republiku buď k excesům, nebo ke slabosti.
Na začátku března schválil Výbor pro veřejné blaho obžalobu proti Hébértovi a několika nejvýznamnějším hébértistům, kteří Výbor obviňovali ze slabosti a vyzvali lid k povstání. Tato obžaloba byla schválena Konventem. Po odstranění hébértistů se do čela pařížské komuny dostali lidé ideově blízcí Robepierrovi. Robespierre se dosud snažil bránit Dantona s Desmoulinsem, se kterými ho pojila nejen dlouhá politická spolupráce, ale osobní přátelství. Jejich zatčení tlačili hlavně bývalí hébértisté Collot a Billaude-Varenne a členové Výboru pro veřejnou bezpečnost Vadier či Amar. Na konci března se však nakonec přidal k většině svých kolegů z výborů a pomohl prosadit obžalobu dantonistů v Konventu. Hébértisté i dantonisté byli revolučním tribunálem odsouzeni pro zradu a korupci a popraveni.

#### Poslední měsíce ve vládě

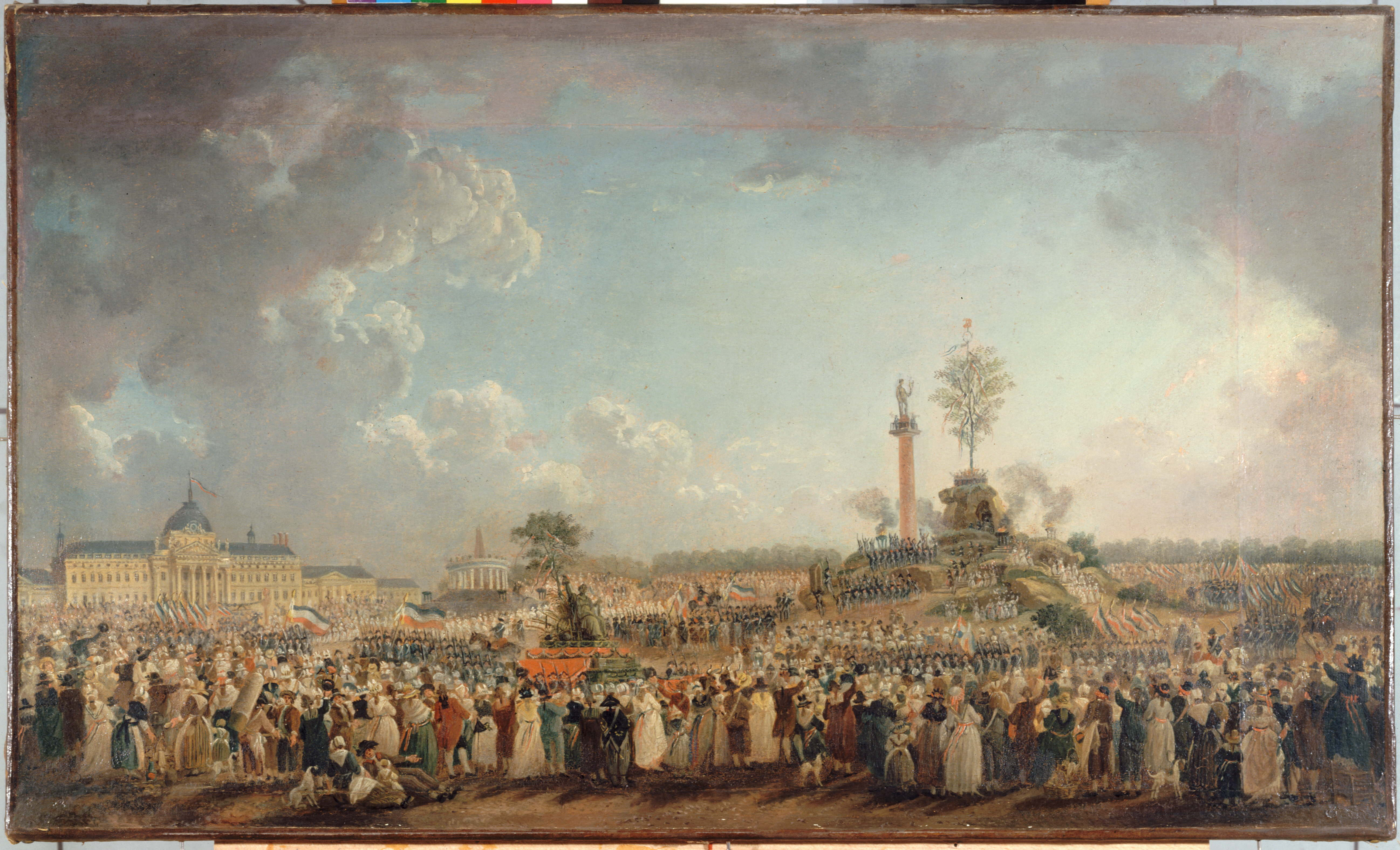
Slavnost Nejvyšší bytosti (Pierre-Antoine Demachy, 1794)

V březnu představil Robespierrův spojenec Saint-Just v Konventu dekret o přerozdělení majetku emigrantů a zrádců chudým. Ten na jednu stranu upokojil část Hébertových sympatizantů, zároveň byl ale některými vnímán jako útok na soukromé vlastnictví a nebyl nikdy plně aplikován. V květnu schválil Konvent na Robespierrův návrh dekret potvrzující existenci „Nejvyšší bytosti“ a nesmrtelnost duše. Nadto zařadil do kalendáře revolučních svátků „slavnost Nejvyšší bytosti“, slavenou 8. června. Smyslem tzv. kultu Nejvyšší bytosti nebylo nahradit všechna ostatní náboženství, ale dodat revoluci duchovní rovinu (ve smyslu Rousseauva občanského náboženství), která by díky své obecnosti mohla spojovat všechny od katolíků po ty, kdo věří v Boha maximálně jako vyšší přírodní princip. Zároveň měl podpořit rozvoj občanské ctnosti, která byla pro Robespierra podmínkou fungování skutečně demokratické republiky. Slavnost, během které hrál Robespierre klíčovou roli a pronesl několik projevů, se mezi lidem (zejména v Paříži) setkala s pozitivním ohlasem, byla však kritizována řadou jeho kolegů z Konventu. Ti mnohdy nesouhlasili s Robespirrovými náboženskými názory a především považovali populární slavnost za důkaz jeho snahy o koncentraci moci ve vlastních rukou.

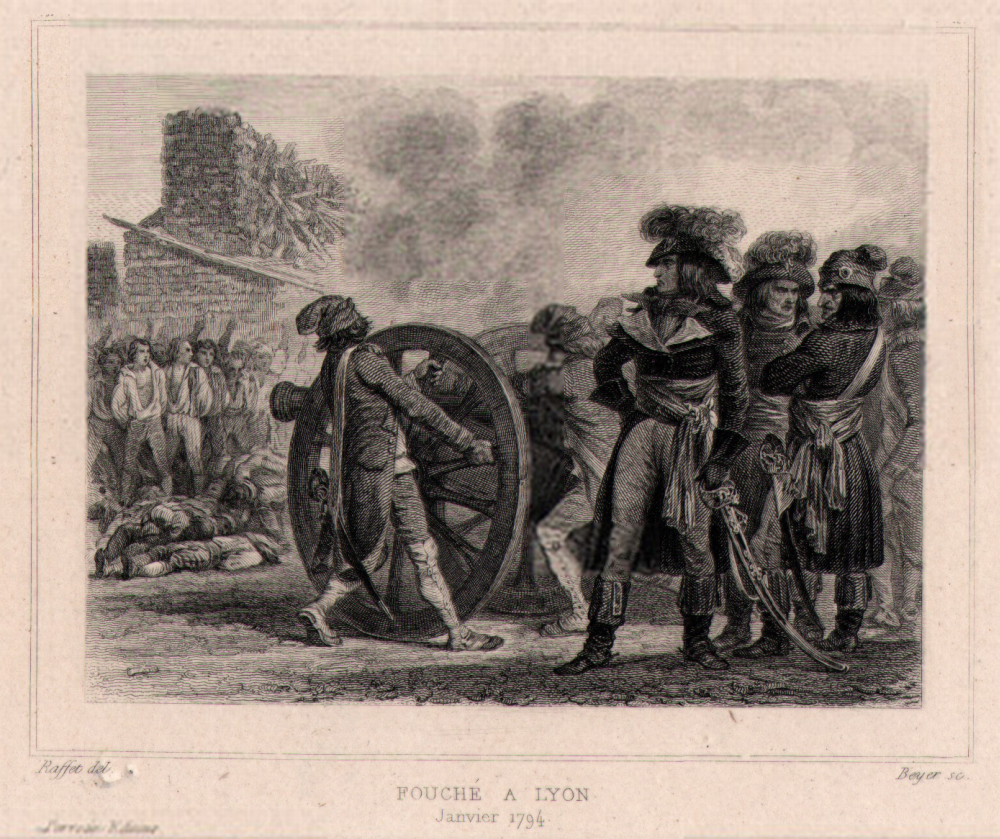
Fouché dohlíží na hromadné popravy odsouzenců v Lyonu (Raffet, 1834)

Robespierre se mezitím rozhádal s většinou Výboru pro veřejnou bezpečnost, se kterým měl už dříve spory v otázkách dechristianizace či Nejvyšší bytosti. Nový konflikt byl podnícen založením úřadu pro kontrolu policie a pohoršil tak výbor, který měl její správu na starosti. Krom toho prosadil odvolání většiny vládních reprezentantů (Fouché v Lyonu, Tallien v Bordeaux či Barras a Fréron v Marseille), působících v místech stižených občanskou válkou. Protirevoluční povstání se sice podařilo úspěšně potlačit, Robespierre je však obviňoval z násilných excesů (masové topení či střílení poražených povstalců) a zneužívání moci k osobnímu obohacení. Zároveň prosadil zrušení všech místních revolučních tribunálů. Obžalovaní měli být nadále vozeni do Paříže a souzeni zdejším tribunálem, aby byl zajištěn jednotný přistup. Robespierre následně podpořil v Konventu zákon navržený jeho přítelem Couthonem, který umožňoval soudcům výrazně zjednodušit procesy před revolučním tribunálem (přeskočit svědecké výpovědi či závěrečnou řeč). Ten měl jednak řešit problém nově zaplněných pařížských věznic a pravděpodobně také umožnit Robespierrovi rychlé potrestání navrátivších se reprezentantů z provincií.
Brzy po zavedení zákona došlo nárůstu množství poprav v Paříži. V následujících měsících klesl počet osvobozených z jedné poloviny na necelou čtvrtinu a počet popravených se téměř vyrovnal číslům za celý předchozí rok. Zůstává otázkou, nakolik za tento nárůst připisovat odpovědnost novému zákonu a nakolik zvýšené činnosti Výboru pro veřejnou bezpečnost – přinejmenším některá jí odhalená „spiknutí“ (aféra s eschatologickou mystičkou Catherine Théot, či údajnou atentátnicí Cécile Renault) měla za cíl Robespierra zdiskreditovat. Robespierre se proti zvyšujícímu se počtu poprav, které se podle něj začaly týkat množství slušných občanů a nikoli jen několika zrádců, začal vymezovat v jakobínském klubu, nepřijímal za něj však jakoukoli osobní odpovědnost. Pokusil se navíc zasáhnout do několika případů revolučního tribunálu, a dostal se tak do sporu s veřejným žalobcem Fouquier-Tinvillem. Na konci června se pohádal i se svými kolegy ve Výboru pro veřejné blaho (s výjimkou Saint-Justa a Couthona) a ačkoliv zůstal formálně členem, přestal se účastnit jeho zasedání a rozhodování.

#### Thermidorský převrat
Po porážce zahraničních armád v bitvě u Fleurus a utlumení občanské války ztrácela mimořádná represivní opatření revoluční vlády v očích lidu své opodstatnění. Odpor proti zvyšujícímu se počtu poprav se začal obracet i proti Robespierrovi jakožto veřejně nejznámějšímu představiteli vlády a to přesto, že na něj na konci svého života neměl žádný přímý vliv.  Proti Robespierrovi se začala dávat dohromady široká koalice odpůrců. Tak zahrnovala reprezentanty obávající se trestu za své počínání v rámci občanské války (Fouché, Tallien, Carrier). Dále radikálnější členy výborů (Vadiera, Amara či Collota a Billaud-Varrena), kteří proti Robespierrovi tlačili na zesílení represí a politiku dechristianizace, a vojenské specialisty (zejména Carnot), kteří prosazovali pokračování zahraniční války s cílem rozšířit území Francie a zlepšit ekonomiku. Umírnění členové Konventu mu naopak přičítali odpovědnost za represivní opatření a ekonomické regulace. Společně se pak obávali možného nárůstu Robespierrovy osobní moci a obžaloby před revolučním tribunálem.

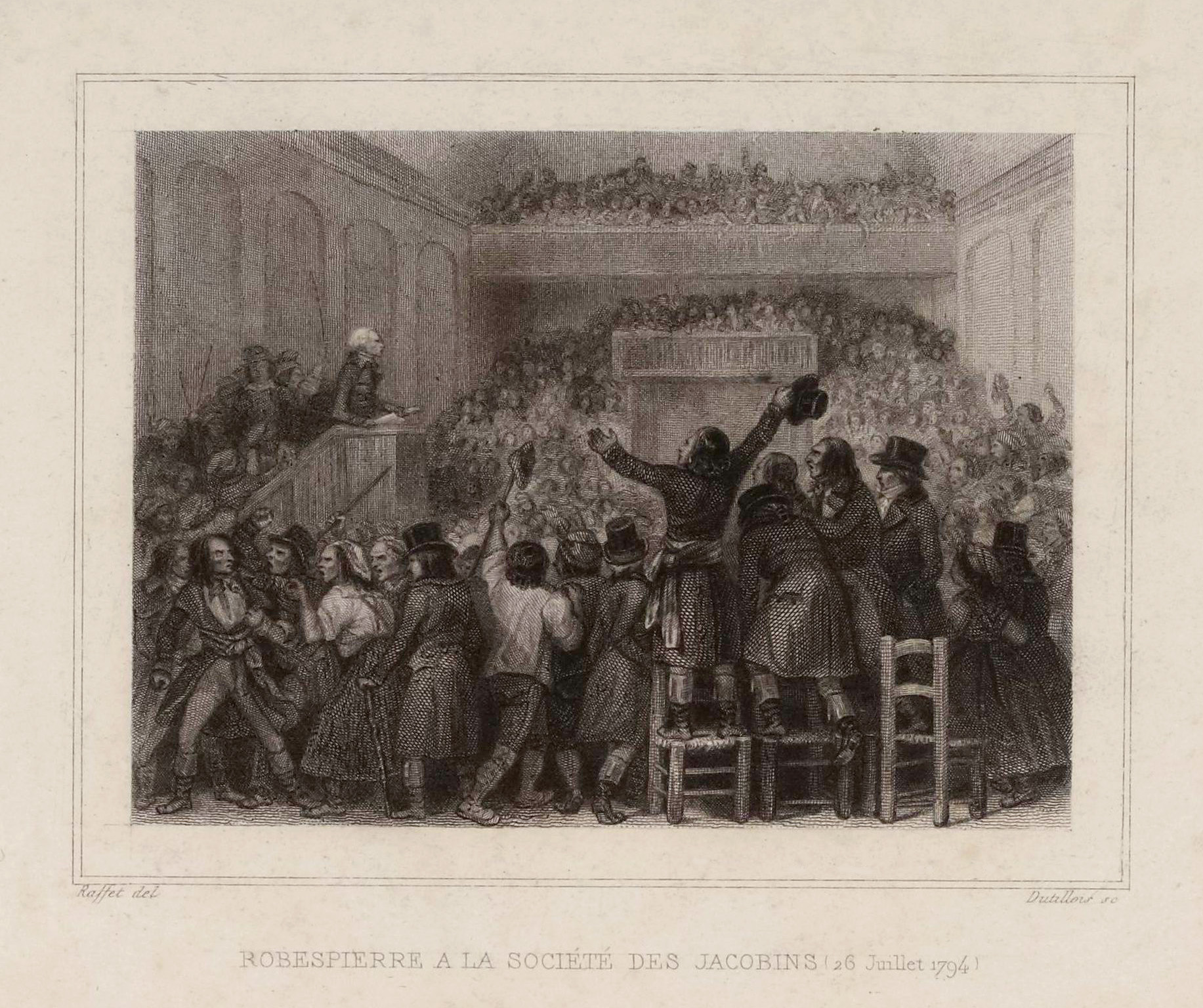
Robespierrův poslední projev v klubu jakobínů (Raffet, 1834)

Robespierre se vrátil 26. června do Konventu se zmateným projevem, v němž se chtěl bránit proti nařčením z diktatury či naopak sympatií vůči aristokratům a zrádcům. Své nepřátele obviňoval ze zrady, korupce či bezbožnosti a zavedení „systému teroru“. Žádal odvolání členů Výborů pro veřejné blaho a veřejnou bezpečnost a jejich podřízení vůli Konventu. Nakonec prohlásil, že byl „stvořen k tomu, aby proti zločinu bojoval a ne nad ním vládl“ a že je připraven zemřít raději než se podílet na „vládě tyranie“. Proslov vyvolal odpor Konventu, který žádal po Robespierrovi jména těch, které obviňuje. Když odmítl reagovat, vyslovil se Konvent proti vytištění řeči, které bylo jinak běžné. Večer zopakoval Robespierre projev, který označil za svůj testament, klubu jakobínů a setkal se zde s nadšeným přijetím.
Aktivita Robespierrových odpůrců v Konventu pomohla přesvědčit nerozhodnuté poslance, že je v případě Robespierrova úspěchu čeká smrt jako nejmenované „zrádce a zločince“. O den později, 9. thermidoru (27. června), přerušil Tallien Saint-Justův projev v Konventu a označil Robespierra za tyrana, kterého je třeba se zbavit pro blaho republiky. Robespierre, který se marně snažil dostat ke slovu, byl nyní svými kolegy zároveň obviňován z přílišné mírnosti i tvrdosti a ze snahy stát se diktátorem. Konvent pak odhlasoval zatčení Robespierra, Saint-Justa a Couthona, ke kterým se dobrovolně přidal Robespierrův mladší bratr Augustin a Philippe Le Bas, člen Výboru pro veřejnou bezpečnost.

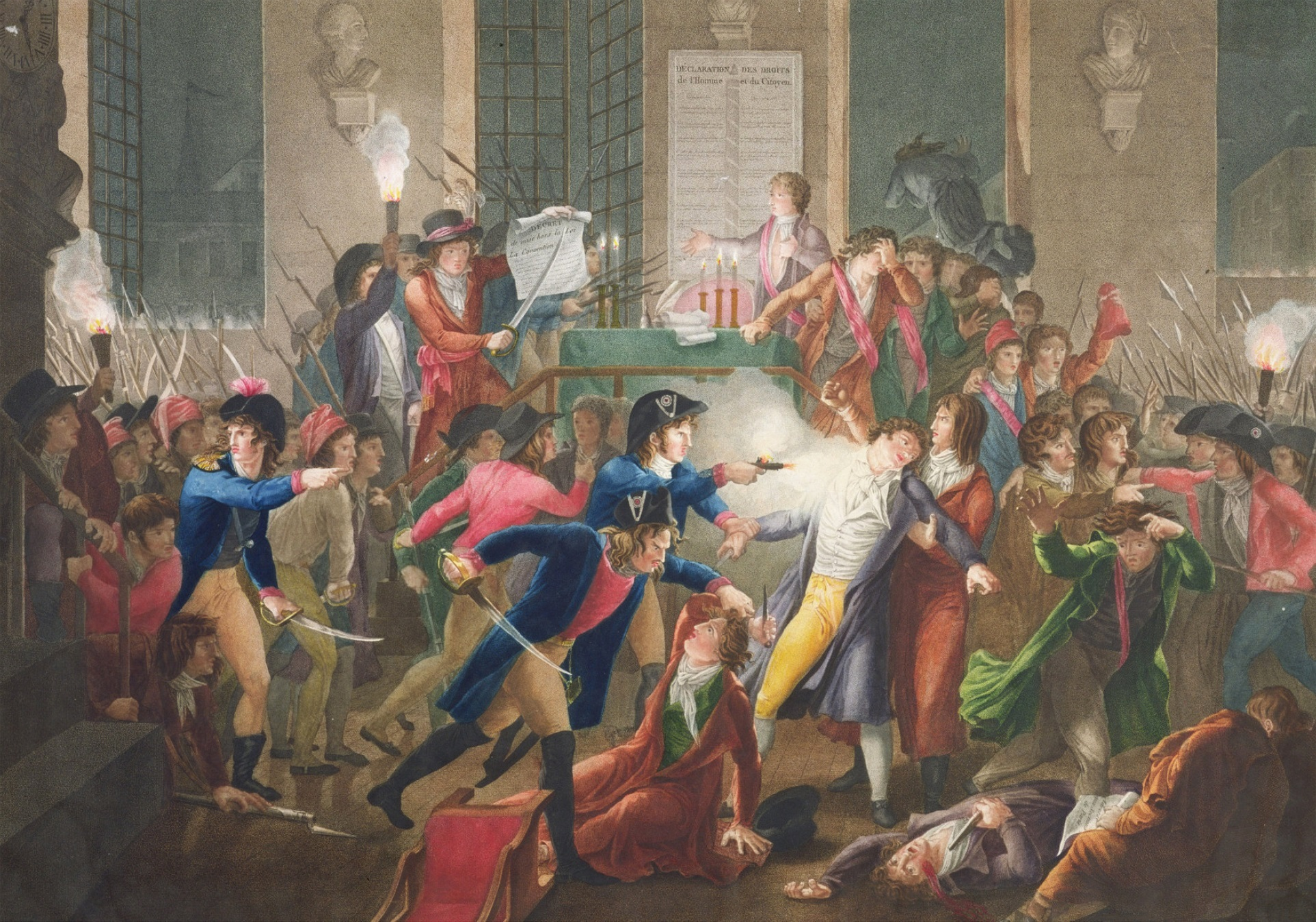
Robespierrovo zatčení na radnici (Jean-Joseph Tassaert, 1796)

Zpráva o Robespierrově zatčení vedla jemu blízké politiky v pařížské komuně (včetně starosty) k odporu proti Konventu a výzvě k povstání. Zmatený Robepierre a další zatčení byli osvobozeni a odvedeni na radnici. To umožnilo Konventu vyhlásit nad nimi bez procesu rozsudek smrti. Sám Robespierre ovšem váhal s podporou povstání proti Konventu. Když se ho rozhodl podpořit, bylo již pozdě. Většina Pařížanů shromážděných před radnicí na jeho podporu se začala vytrácet a zbytek byl přemožen vojáky národní gardy vedenými Paulem Barrasem, kteří následně obsadili radnici. Poslanci byli spolu s představiteli radnice opět zatčeni a Robespierrovi byla buď jedním ze zatýkajících vojáků, nebo v rámci neúspěšného pokusu o sebevraždu prostřelena čelist. Odsouzení byli 10. thermidoru identifikováni veřejným žalobcem Fouquier-Tinvillem. Odpoledne byl Robespierre jako předposlední z 22 odsouzených sťat na Náměstí revoluce. Druhého dne byli následování dalšími 87 „robespierristy“. Šlo tak o největší pařížskou popravu revoluce. Řada dalších přátel a známých odsouzených byla zatčena (od Robespierrovy snoubenky Éléonore po mladého generála Bonaparta).
Obvinění proti Robespierrovi se brzy výrazně rozšířila – byl prý monarchistou a spojencem Angličanů, chtěl si vzít dceru Ludvíka XVI. a stát se králem či založit teokratickou diktaturu. Především byl však označen za viníka všech chyb a násilné represe uplynulého roku (případně i celé revoluce). Toto období bylo nyní Tallienem označeno jako doba „Teroru“ řízeného „tyranem“ Robespierrem. To zbavovalo odpovědnosti většinu těch, kdo se na represích podíleli, a tak jim umožnilo další politickou kariéru (Barras, Tallien, Fouché). Někteří účastníci thermidorského převratu byli přesto následně označeni za „robespierristy“ a popraveni (Carrier, Fouquier-Tinville) či deportováni (Collot d'Herbois, Billaude-Varenne). Thermidorský převrat vedl k utlumení některých represivních opatření a široké amnestii, ale také k „bílému teroru“ a vzniku Direktoria, které zrušilo ústavu z roku 1793 a s ní všeobecné (mužské) volební právo, sociální opatření, pokus o zavedení základního školství a odmítlo řadu dalších revolučních ideálů. Thermidor tak bývá někdy označován za konec Francouzské revoluce.

## Odkaz

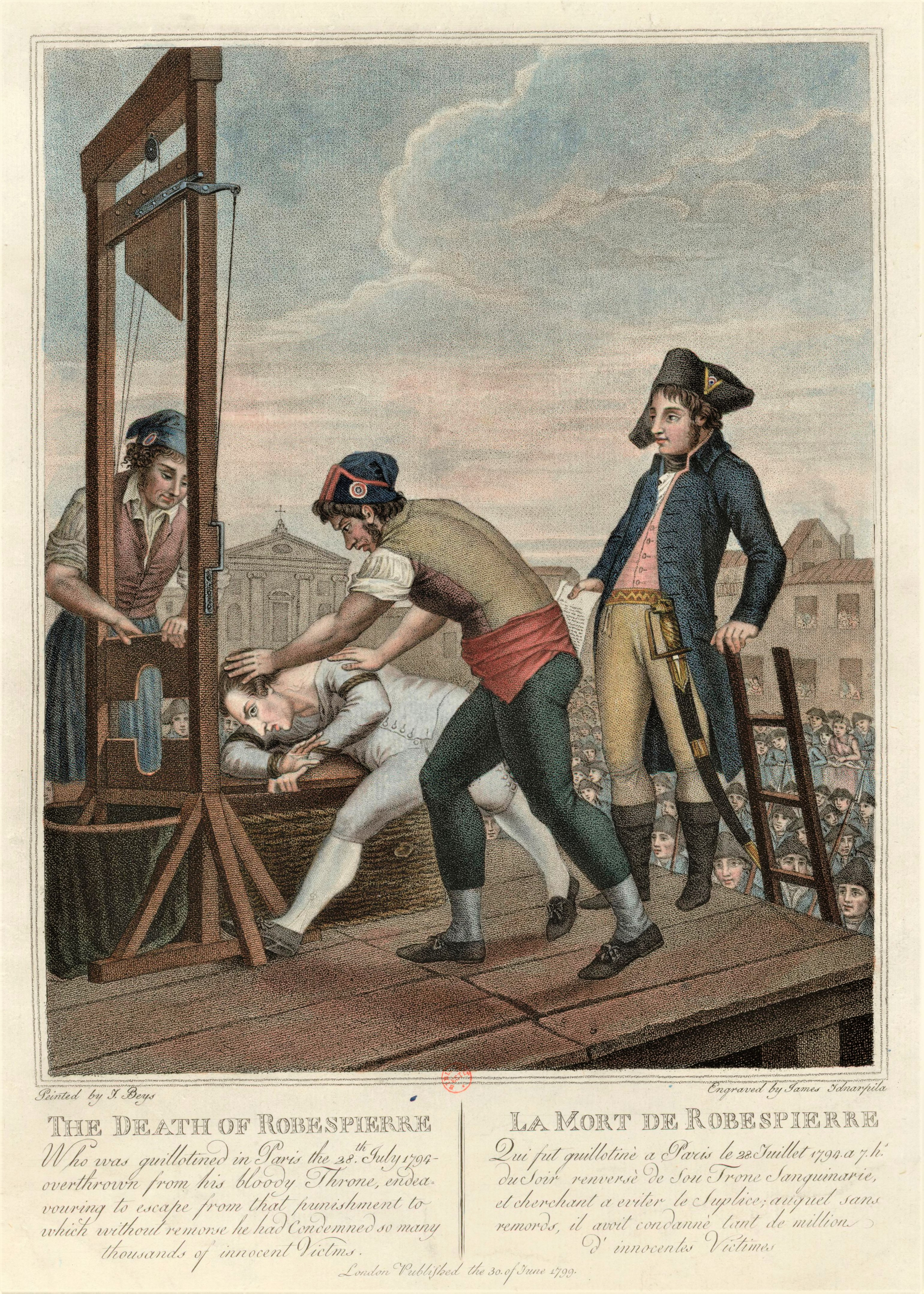
Robespierre pod gilotinou na anglické rytině prezentovaný jako zbabělec (cca 1799)

Ze všech mužů v čele revoluce byl Robespierre jediný, který prošel revolucí od jejího začátku až do konce. Ze tří jakobínských vůdců byl Marat probodnut dýkou, hned v prvních dnech jakobínské vlády, Danton skončil pod gilotinou, z rozsudku revolučního tribunálu na jaře roku 1794, jedině Robespierre se udržel na čele revoluční vlny. Hned druhý den po jeho smrti začaly vznikat kolem jeho jména legendy. Jeho nepřátelé ze všech politických táborů a skupin, bojujících proti revoluci, i jeho včerejší přátelé, kteří se ze strachu distancovali od poraženého, všichni byli proti němu. Stačí připomenout proslulého malíře Louise Davida, člena Výboru pro veřejné blaho, a Robespierrova přítele. Po řeči Neúplatného v klubu jakobínů 8. thermidoru s vřelým nadšením slíbil, že s ním vypije číši do dna, ale po Robespierrově pádu se ospravedlňoval tvrzením, že jím byl hrubě oklamán.
Proti Robespierrovi stálo nesčíslně různých skupinek, ale i zběsilí, hébertisté, dantonisté, všechny různorodé elementy, z nichž se později vytvořil thermidoriánský blok. Po pádu jakobínské diktatury se všichni Robespierrovi protivníci, zprava i zleva, shodli na několika označeních, která se běžně užívala. „Tyran, diktátor, despota, vrah, krvežíznivec“, to byly přezdívky, jimiž ho častoval „levicový“ Collot d'Herbois, stejně jako pravicový Boissy d'Anglas. Robespierre byl vylíčen jako výlupek zkaženosti a nelidskosti, jako krvežíznivý tyran a vrah.
Dodnes zůstává Robespierre kontroverzní postavou. Mezi jeho obhájce patřil např. komunistický historik Albert Soboul, který většinu opatření Výboru pro veřejné blaho pokládal za nutnou pro obranu revoluce.